# Épreuve 3 de Sheffield de snooker 2011
L'Épreuve 3 de Sheffield 2011 est un tournoi de snooker classé mineur, qui s'est déroulé du 21 au 25 septembre 2011 à la World Snooker Academy de Sheffield en Angleterre.

## Déroulement
Il s'agit de la cinquième épreuve du championnat européen des joueurs, une série de tournois disputés en Angleterre (7 épreuves) et en Europe (5 épreuves), lors desquels les joueurs doivent accumuler des points afin de se qualifier pour la grande finale à Galway.
Le tournoi fait partie des cinq épreuves tenues en Angleterre à Sheffield. Il y en avait six la saison dernière, mais il a été décidé que l'une d'entre elles soit tenue à la South West Snooker Academy de Gloucester.
L'événement compte un total de 202 participants dont 128 ont atteint le tableau final. Le vainqueur remporte une prime de 10 000 £.
Le tournoi est remporté par Andrew Higginson devant le champion du monde en titre John Higgins, sur le score de 4 manches à 1 en finale. Tout comme Ben Woollaston le mois précédent, Higginson est un vainqueur surprise qui s'adjuge son premier titre professionnel. Son objectif est maintenant d'intégrer le top 16 mondial.

## Dotation
La répartition des prix est la suivante :
- Vainqueur : 10 000 £
- Finaliste : 5 000 £
- Demi-finaliste : 2 500 £
- Quart de finaliste : 1 500 £
- 8èmes de finale : 1 000 £
- 16èmes de finale : 600 £
- Deuxième tour : 200 £
- Dotation totale : 50 000 £

## Phases finales
|  | Quarts de finale au meilleur des 7 manches | Quarts de finale au meilleur des 7 manches | Quarts de finale au meilleur des 7 manches |              |               | Demi-finales au meilleur des 7 manches | Demi-finales au meilleur des 7 manches | Demi-finales au meilleur des 7 manches |  |  | Finale au meilleur des 7 manches | Finale au meilleur des 7 manches | Finale au meilleur des 7 manches |
|  |                                            |                                            |                                            |              |               |                                        |                                        |                                        |  |  |                                  |                                  |                                  |
|  |                                            | Jack Lisowski                              | 4                                          |              |               |                                        |                                        |                                        |  |  |                                  |                                  |                                  |
|  |                                            | Jamie Burnett                              | 3                                          |              |               |                                        |                                        |                                        |  |  |                                  |                                  |                                  |
|  |                                            | Jamie Burnett                              | 3                                          |              | Jack Lisowski | 1                                      |                                        |                                        |  |  |                                  |                                  |                                  |
|  |                                            |                                            |                                            |              | Jack Lisowski | 1                                      |                                        |                                        |  |  |                                  |                                  |                                  |
|  |                                            |                                            | Andrew Higginson                           | 4            |               |                                        |                                        |                                        |  |  |                                  |                                  |                                  |
|  |                                            | Dave Harold                                | Andrew Higginson                           | 4            | 2             |                                        |                                        |                                        |  |  |                                  |                                  |                                  |
|  |                                            | Dave Harold                                |                                            |              | 2             |                                        |                                        |                                        |  |  |                                  |                                  |                                  |
|  |                                            | Andrew Higginson                           | 4                                          |              |               |                                        |                                        |                                        |  |  |                                  |                                  |                                  |
|  |                                            |                                            |                                            |              |               |                                        |                                        |                                        |  |  |                                  | Andrew Higginson                 | 4                                |
|  |                                            |                                            |                                            | John Higgins | 1             |                                        |                                        |                                        |  |  |                                  |                                  |                                  |
|  |                                            | Neil Robertson                             | 1                                          |              |               |                                        |                                        |                                        |  |  |                                  |                                  |                                  |
|  |                                            | John Higgins                               | 4                                          |              |               |                                        |                                        |                                        |  |  |                                  |                                  |                                  |
|  |                                            | John Higgins                               | 4                                          |              | John Higgins  | 4                                      |                                        |                                        |  |  |                                  |                                  |                                  |
|  |                                            |                                            |                                            |              | John Higgins  | 4                                      |                                        |                                        |  |  |                                  |                                  |                                  |
|  |                                            |                                            | Barry Hawkins                              | 1            |               |                                        |                                        |                                        |  |  |                                  |                                  |                                  |
|  |                                            | Barry Hawkins                              | Barry Hawkins                              | 1            | 4             |                                        |                                        |                                        |  |  |                                  |                                  |                                  |
|  |                                            | Barry Hawkins                              |                                            |              | 4             |                                        |                                        |                                        |  |  |                                  |                                  |                                  |
|  |                                            | Michael Holt                               | 2                                          |              |               |                                        |                                        |                                        |  |  |                                  |                                  |                                  |

## Finale
| Finale au meilleur des 7 manches Arbitre : ???          |                          |                     |
| Andrew Higginson Angleterre                             | 4 - 1 ( - )              | John Higgins Écosse |
| 0 78                                                    | Centuries Meilleur break | 0 78                |
| Andrew Higginson remporte l'Épreuve 3 de Sheffield 2011 |                          |                     |